# Odontocera flavirostris
Odontocera flavirostris là một loài bọ cánh cứng trong họ Cerambycidae.